# Roland Michel Tremblay
Roland Michel Tremblay (n. 15 octombrie, 1972, în orașul Québec, Provincia Québec, Canada) este un autor (poet, scenarist), consultant în domeniul literaturii științifico-fantastice, pentru televiziune și cinematograf, canadian.

## Biografie
Roland Michel Tremblay s-a născut la 15 octombrie 1972, în orașul Québec, provincia Québec, Canada.
Din 1995, locuiește la Londra, în Regatul Unit.
Roland Michel Tremblay nu are nicio legătură de înrudire cu Michel Tremblay, unul dintre cei mai cunoscuți autori din Québec, Canada.